# سنجاق (مهاباد)
سنجاق یک روستا در ایران است که در دهستان آختاچی غربی واقع شده‌است. سنجاق ۴۷۹ نفر جمعیت دارد.